# Agrodiaetus preactinides
Agrodiaetus preactinides är en fjärilsart som beskrevs av Forster 1960. Agrodiaetus preactinides ingår i släktet Agrodiaetus och familjen juvelvingar. Inga underarter finns listade i Catalogue of Life.